# Falkenbergs idrottshall
Falkenbergs idrottshall  är en idrottshall nära Tullbroskolan i Falkenberg.
Den gamla idrottshallen på platsen togs i bruk i november 1936. Den var ritad av Hagstrand & Lindberg. Idrottshallen är IS Orions hemmaarena. Publikrekordet är på 1 000 åskådare och är från 25 april 2006 då Falkenbergs VBK och Hylte VBK spelade den femte och avgörande SM-finalen i volleyboll. Idrottshallen byggdes om flera gånger, bland annat byggdes fönstren igen på 1980-talet.
På 2010-talet bestämdes det att den gamla hallen skulle rivas. En ny hall byggdes och kunde tas i bruk till höstterminen 2017.